# Olympische Sommerspiele 2020/Teilnehmer (Chinesisch Taipeh)
| Gelbes Symbol für Goldmedaillen mit stilisierten Olympischen Ringen | Graues Symbol für Silbermedaillen mit stilisierten Olympischen Ringen | Braundes Symbol für Bronzemedaillen mit stilisierten Olympischen Ringen |
| ------------------------------------------------------------------- | --------------------------------------------------------------------- | ----------------------------------------------------------------------- |
| 2                                                                   | 4                                                                     | 6                                                                       |

Die Republik China nahm unter dem Namen Chinesisch Taipeh an den Olympischen Spielen 2020 in Tokio mit 68 Sportlern in 14 Sportarten teil. Es war die insgesamt 19. Teilnahme an Olympischen Sommerspielen.

## Teilnehmer nach Sportarten

### Badminton
| Athleten              | Wettbewerb | Gruppenphase                           | Gruppenphase              | Gruppenphase | Gruppenphase | Achtelfinale | Achtelfinale       | Viertelfinale         | Viertelfinale             | Halbfinale             | Halbfinale         | Finale         | Finale                    | Rang   |
| Athleten              | Wettbewerb | Gegner                                 | Ergebnis                  | Punkte       | Rang         | Gegner       | Ergebnis           | Gegner                | Ergebnis                  | Gegner                 | Ergebnis           | Gegner         | Ergebnis                  | Rang   |
| --------------------- | ---------- | -------------------------------------- | ------------------------- | ------------ | ------------ | ------------ | ------------------ | --------------------- | ------------------------- | ---------------------- | ------------------ | -------------- | ------------------------- | ------ |
| Frauen                |            |                                        |                           |              |              |              |                    |                       |                           |                        |                    |                |                           |        |
| Tai Tzu-ying          | Einzel     | S. Jaquet                              | 2:0 (21:7, 21:13)         | 126:70       | 1            | —            | —                  | R. Intanon            | 2:1 (14:21, 21:18, 21:18) | P. V. Sindhu           | 2:0 (21:18, 21:12) | Chen Y.        | 1:2 (18:21, 21:19, 18:21) | Silber |
| Tai Tzu-ying          | Einzel     | Nguyễn T. L.                           | 2:0 (21:16, 21:11)        | 126:70       | 1            | —            | —                  | R. Intanon            | 2:1 (14:21, 21:18, 21:18) | P. V. Sindhu           | 2:0 (21:18, 21:12) | Chen Y.        | 1:2 (18:21, 21:19, 18:21) | Silber |
| Tai Tzu-ying          | Einzel     | Qi X.                                  | 2:0 (21:10, 21:13)        | 126:70       | 1            | —            | —                  | R. Intanon            | 2:1 (14:21, 21:18, 21:18) | P. V. Sindhu           | 2:0 (21:18, 21:12) | Chen Y.        | 1:2 (18:21, 21:19, 18:21) | Silber |
| Männer                |            |                                        |                           |              |              |              |                    |                       |                           |                        |                    |                |                           |        |
| Wang Tzu-wei          | Einzel     | N. Karunaratne                         | 2:0 (21:12, 21:15)        | 102:72       | 1            | V. Axelsen   | 0:2 (16:21, 14:21) | ausgeschieden         | ausgeschieden             | ausgeschieden          | ausgeschieden      | ausgeschieden  | ausgeschieden             | 9      |
| Wang Tzu-wei          | Einzel     | N. Nguyen                              | 2:1 (21:12, 18:21, 21:12) | 102:72       | 1            | V. Axelsen   | 0:2 (16:21, 14:21) | ausgeschieden         | ausgeschieden             | ausgeschieden          | ausgeschieden      | ausgeschieden  | ausgeschieden             | 9      |
| Chou Tien-chen        | Einzel     | F. Burestedt                           | 2:0 (21:12, 21:11)        | 101:82       | 1            | —            | —                  | Chen L.               | 1:2 (14:21, 21:9, 14:21)  | ausgeschieden          | ausgeschieden      | ausgeschieden  | ausgeschieden             | 5      |
| Chou Tien-chen        | Einzel     | B. Young                               | 2:1 (21:18, 16:21, 22:20) | 101:82       | 1            | —            | —                  | Chen L.               | 1:2 (14:21, 21:9, 14:21)  | ausgeschieden          | ausgeschieden      | ausgeschieden  | ausgeschieden             | 5      |
| Lee Yang Wang Chi-lin | Doppel     | S. Rankireddy / C. Shetty              | 1:2 (16:21, 21:16, 25:27) | 161:151      | 2            | —            | —                  | H. Endō / Y. Watanabe | 2:0 (21:16, 21:19)        | M. Ahsan / H. Setiawan | 2:0 (21:11, 21:10) | Li J. / Liu Y. | 2:0 (21:18, 21:12)        | Gold   |
| Lee Yang Wang Chi-lin | Doppel     | B. Lane / S. Vendy                     | 2:0 (21:17, 21:14)        | 161:151      | 2            | —            | —                  | H. Endō / Y. Watanabe | 2:0 (21:16, 21:19)        | M. Ahsan / H. Setiawan | 2:0 (21:11, 21:10) | Li J. / Liu Y. | 2:0 (21:18, 21:12)        | Gold   |
| Lee Yang Wang Chi-lin | Doppel     | M. F. Gideon / Kevin Sanjaya Sukamuljo | 2:1 (21:18, 15:21, 21:17) | 161:151      | 2            | —            | —                  | H. Endō / Y. Watanabe | 2:0 (21:16, 21:19)        | M. Ahsan / H. Setiawan | 2:0 (21:11, 21:10) | Li J. / Liu Y. | 2:0 (21:18, 21:12)        | Gold   |

### Bogenschießen
| Athleten                                   | Wettbewerb | Qualifikation | Qualifikation | 1. Runde        | 1. Runde | 2. Runde      | 2. Runde      | Achtelfinale  | Achtelfinale  | Viertelfinale | Viertelfinale | Halbfinale    | Halbfinale    | Finale / Platz 3 | Finale / Platz 3 | Rang   |
| Athleten                                   | Wettbewerb | Ringe         | Rang          | Gegner          | Ergebnis | Gegner        | Ergebnis      | Gegner        | Ergebnis      | Gegner        | Ergebnis      | Gegner        | Ergebnis      | Gegner           | Ergebnis         | Rang   |
| ------------------------------------------ | ---------- | ------------- | ------------- | --------------- | -------- | ------------- | ------------- | ------------- | ------------- | ------------- | ------------- | ------------- | ------------- | ---------------- | ---------------- | ------ |
| Frauen                                     |            |               |               |                 |          |               |               |               |               |               |               |               |               |                  |                  |        |
| Lei Chien-ying                             | Einzel     | 640           | 30            | W. Martschenko  | 4:6      | ausgeschieden | ausgeschieden | ausgeschieden | ausgeschieden | ausgeschieden | ausgeschieden | ausgeschieden | ausgeschieden | ausgeschieden    | ausgeschieden    | 33–64  |
| Lin Chia-en                                | Einzel     | 651           | 21            | E. Psarra       | 6:4      | R. Pärnat     | 7:3           | M. Brown      | 2:6           | ausgeschieden | ausgeschieden | ausgeschieden | ausgeschieden | ausgeschieden    | ausgeschieden    | 9–16   |
| Tan Ya-ting                                | Einzel     | 646           | 27            | B. Pitman       | 4:6      | ausgeschieden | ausgeschieden | ausgeschieden | ausgeschieden | ausgeschieden | ausgeschieden | ausgeschieden | ausgeschieden | ausgeschieden    | ausgeschieden    | 33–64  |
| Lei Chien-ying Lin Chia-en Tan Ya-ting     | Mannschaft | 1937          | 7             | —               | —        | —             | —             | Deutschland   | 2:6           | ausgeschieden | ausgeschieden | ausgeschieden | ausgeschieden | ausgeschieden    | ausgeschieden    | 9–12   |
| Männer                                     |            |               |               |                 |          |               |               |               |               |               |               |               |               |                  |                  |        |
| Deng Yu-cheng                              | Einzel     | 656           | 30            | A. Das          | 4:6      | ausgeschieden | ausgeschieden | ausgeschieden | ausgeschieden | ausgeschieden | ausgeschieden | ausgeschieden | ausgeschieden | ausgeschieden    | ausgeschieden    | 33–64  |
| Tang Chih-chun                             | Einzel     | 668           | 12            | Nguyễn H. P. V. | 7:1      | Wei C.-h.     | 6:5           | I. Shanny     | 6:5           | Kim W.-j.     | 6:4           | M. Nespoli    | 2:6           | T. Furukawa      | 3:7              | 4      |
| Wei Chun-heng                              | Einzel     | 661           | 21            | D. Castro       | 6:2      | Tang C.-c.    | 5:6           | ausgeschieden | ausgeschieden | ausgeschieden | ausgeschieden | ausgeschieden | ausgeschieden | ausgeschieden    | ausgeschieden    | 17–32  |
| Deng Yu-cheng Tang Chih-chun Wei Chun-heng | Mannschaft | 1985          | 6             | —               | —        | —             | —             | Australien    | 5:4           | China         | 5:1           | Niederlande   | 6:0           | Südkorea         | 0:6              | Silber |
| Mixed                                      |            |               |               |                 |          |               |               |               |               |               |               |               |               |                  |                  |        |
| Lin Chia-en Tang Chih-chun                 | Mannschaft | 1319          | 8             | —               | —        | —             | —             | Indien        | 3:5           | ausgeschieden | ausgeschieden | ausgeschieden | ausgeschieden | ausgeschieden    | ausgeschieden    | 9–16   |

### Boxen
| Athleten        | Wettbewerb               | 1. Runde      | 1. Runde | Achtelfinale  | Achtelfinale | Viertelfinale  | Viertelfinale | Halbfinale      | Halbfinale    | Finale        | Finale        | Rang   |
| Athleten        | Wettbewerb               | Gegner        | Ergebnis | Gegner        | Ergebnis     | Gegner         | Ergebnis      | Gegner          | Ergebnis      | Gegner        | Ergebnis      | Rang   |
| --------------- | ------------------------ | ------------- | -------- | ------------- | ------------ | -------------- | ------------- | --------------- | ------------- | ------------- | ------------- | ------ |
| Frauen          |                          |               |          |               |              |                |               |                 |               |               |               |        |
| Huang Hsiao-wen | Fliegengewicht bis 51 kg | Freilos       | Freilos  | G. Sorrentino | 5:0          | N. Radovanović | 5:0           | B. N. Çakıroğlu | 0:5           | ausgeschieden | ausgeschieden | Bronze |
| Lin Yu-ting     | Federgewicht bis 57 kg   | Freilos       | Freilos  | N. Petecio    | 2:3          | ausgeschieden  | ausgeschieden | ausgeschieden   | ausgeschieden | ausgeschieden | ausgeschieden | 9      |
| Wu Shih-yi      | Leichtgewicht bis 60 kg  | A. Alexiusson | 4:1      | B. Ferreira   | 0:5          | ausgeschieden  | ausgeschieden | ausgeschieden   | ausgeschieden | ausgeschieden | ausgeschieden | 9      |
| Chen Nien-chin  | Weltergewicht bis 69 kg  | Freilos       | Freilos  | A. Carini     | 3:2          | L. Borgohain   | 1:4           | ausgeschieden   | ausgeschieden | ausgeschieden | ausgeschieden | 5      |

### Gewichtheben
| Athleten         | Wettbewerb                     | Reißen      | Reißen | Stoßen                | Stoßen                | Zweikampf   | Zweikampf | Rang   |
| Athleten         | Wettbewerb                     | Gewicht     | Rang   | Gewicht               | Rang                  | Gewicht     | Rang      | Rang   |
| ---------------- | ------------------------------ | ----------- | ------ | --------------------- | --------------------- | ----------- | --------- | ------ |
| Frauen           |                                |             |        |                       |                       |             |           |        |
| Fang Wan-ling    | Bantamgewicht bis 49 kg        | 80 kg       | 8      | 101 kg                | 4                     | 181 kg      | 4         | 4      |
| Chiang Nien-hsin | Federgewicht bis 55 kg         | 81 kg       | 13     | 95 kg                 | 13                    | 176 kg      | 13        | 13     |
| Kuo Hsing-chun   | Leichtgewicht bis 59 kg        | 103 kg (OR) | 1      | 133 kg (OR)           | 1                     | 236 kg (OR) | 1         | Gold   |
| Chen Wen-huei    | Mittelgewicht bis 64 kg        | 103 kg      | 4      | 127 kg                | 3                     | 230 kg      | 3         | Bronze |
| Männer           |                                |             |        |                       |                       |             |           |        |
| Kao Chan-hung    | Bantamgewicht bis 61 kg        | 125 kg      | 9      | ohne gültigen Versuch | ohne gültigen Versuch | —           | —         | DNF    |
| Chen Po-jen      | Mittelschwergewicht bis 96 kg  | 176 kg      | 5      | 205 kg                | 6                     | 381 kg      | 5         | 5      |
| Hsieh Yun-ting   | Superschwergewicht über 109 kg | 172 kg      | 13     | 206 kg                | 10                    | 378 kg      | 12        | 12     |

### Golf
| Athleten        | Runde 1 | Runde 2 | Runde 3 | Runde 4 | Gesamt | Par | Rang   |
| --------------- | ------- | ------- | ------- | ------- | ------ | --- | ------ |
| Frauen          |         |         |         |         |        |     |        |
| Hsu Wei-ling    | 69      | 69      | 71      | 66      | 275    | −9  | 15     |
| Min Lee         | 69      | 69      | 72      | 72      | 282    | −2  | 34     |
| Männer          |         |         |         |         |        |     |        |
| Pan Cheng-tsung | 74      | 66      | 66      | 63      | 269    | −15 | Bronze |

### Judo
| Athleten       | Wettbewerb | 1. Runde  | 1. Runde | 2. Runde | 2. Runde | Achtelfinale | Achtelfinale | Viertelfinale | Viertelfinale | Halbfinale / Trostrunde | Halbfinale / Trostrunde | Finale / Platz 3 | Finale / Platz 3 | Rang   |
| Athleten       | Wettbewerb | Gegner    | Ergebnis | Gegner   | Ergebnis | Gegner       | Ergebnis     | Gegner        | Ergebnis      | Gegner                  | Ergebnis                | Gegner           | Ergebnis         | Rang   |
| -------------- | ---------- | --------- | -------- | -------- | -------- | ------------ | ------------ | ------------- | ------------- | ----------------------- | ----------------------- | ---------------- | ---------------- | ------ |
| Frauen         |            |           |          |          |          |              |              |               |               |                         |                         |                  |                  |        |
| Lin Chen-hao   | bis 48 kg  | F. Milani | 10s2:1s1 | —        | —        | I. Dolgowa   | 1s2:0s1      | D. Krasniqi   | 0:10          | S. Rishony              | 0s2:10s1                | ausgeschieden    | ausgeschieden    | 7      |
| Lien Chen-ling | bis 57 kg  | Freilos   | Freilos  | —        | —        | K. Kajzer    | 0s3:10       | ausgeschieden | ausgeschieden | ausgeschieden           | ausgeschieden           | ausgeschieden    | ausgeschieden    | 9      |
| Männer         |            |           |          |          |          |              |              |               |               |                         |                         |                  |                  |        |
| Yang Yung-wei  | bis 60 kg  | Freilos   | Freilos  | —        | —        | J. Gertschew | 10:0s1       | T. Tsjakadoea | 10:0s1        | L. Mkheidze             | 10s1:0s2                | N. Takato        | 0s3:10s1         | Silber |

### Kanu

#### Kanuslalom
| Athleten      | Wettbewerb | Vorlauf  | Vorlauf | Halbfinale    | Halbfinale    | Finale        | Finale        | Rang |
| Athleten      | Wettbewerb | Zeit     | Rang    | Zeit          | Rang          | Zeit          | Rang          | Rang |
| ------------- | ---------- | -------- | ------- | ------------- | ------------- | ------------- | ------------- | ---- |
| Frauen        |            |          |         |               |               |               |               |      |
| Chang Chu-han | K-1        | 136,66 s | 26      | ausgeschieden | ausgeschieden | ausgeschieden | ausgeschieden | 26   |

### Karate

#### Kata
| Athleten   | Wettbewerb | Ausscheidungsrunde | Ausscheidungsrunde | Platzierungsrunde | Platzierungsrunde | Kampf um Gold / Bronze | Kampf um Gold / Bronze | Kampf um Gold / Bronze | Rang |
| Athleten   | Wettbewerb | Punkte             | Rang               | Punkte            | Rang              | Gegner                 | Punkte                 | Rang                   | Rang |
| ---------- | ---------- | ------------------ | ------------------ | ----------------- | ----------------- | ---------------------- | ---------------------- | ---------------------- | ---- |
| Männer     |            |                    |                    |                   |                   |                        |                        |                        |      |
| Wang Yi-ta | Kata       | 24,97              | 5                  | ausgeschieden     | ausgeschieden     | ausgeschieden          | ausgeschieden          | ausgeschieden          | 9    |

#### Kumite
| Athleten    | Wettbewerb       | Gruppenphase | Gruppenphase | Halbfinale  | Halbfinale | Finale        | Finale        | Rang   |
| Athleten    | Wettbewerb       | Punkte       | Rang         | Gegner      | Ergebnis   | Gegner        | Ergebnis      | Rang   |
| ----------- | ---------------- | ------------ | ------------ | ----------- | ---------- | ------------- | ------------- | ------ |
| Frauen      |                  |              |              |             |            |               |               |        |
| Wen Tzu-yun | Kumite bis 55 kg | 4            | 2            | A. Terljuha | 4:4        | ausgeschieden | ausgeschieden | Bronze |

### Leichtathletik
Laufen und Gehen 
| Athleten      | Wettbewerb   | Vorlauf | Vorlauf | 1. Runde      | 1. Runde      | Halbfinale    | Halbfinale    | Finale        | Finale        | Rang          |
| Athleten      | Wettbewerb   | Zeit    | Rang    | Zeit          | Rang          | Zeit          | Rang          | Zeit          | Rang          | Rang          |
| ------------- | ------------ | ------- | ------- | ------------- | ------------- | ------------- | ------------- | ------------- | ------------- | ------------- |
| Frauen        |              |         |         |               |               |               |               |               |               |               |
| Hsieh Hsi-en  | 100 m        | 12,49 s | 6       | ausgeschieden | ausgeschieden | ausgeschieden | ausgeschieden | ausgeschieden | ausgeschieden | ausgeschieden |
| Männer        |              |         |         |               |               |               |               |               |               |               |
| Yang Chun-han | 100 m        | 10,21 s | 5       | ausgeschieden | ausgeschieden | ausgeschieden | ausgeschieden | ausgeschieden | ausgeschieden | ausgeschieden |
| Chen Kuei-ru  | 110 m Hürden | —       | —       | 13,53 s       | 5             | 13,57 s       | 6             | ausgeschieden | ausgeschieden | ausgeschieden |
| Chen Chieh    | 400 m Hürden | —       | —       | 50,96 s       | 7             | ausgeschieden | ausgeschieden | ausgeschieden | ausgeschieden | ausgeschieden |

Springen und Werfen
| Athleten        | Wettbewerb | Qualifikation | Qualifikation | Finale        | Finale        | Rang |
| Athleten        | Wettbewerb | Weite/Höhe    | Rang          | Weite/Höhe    | Rang          | Rang |
| --------------- | ---------- | ------------- | ------------- | ------------- | ------------- | ---- |
| Männer          |            |               |               |               |               |      |
| Cheng Chao-tsun | Speerwurf  | 71,20 m       | 30            | ausgeschieden | ausgeschieden | 30   |
| Huang Shih-feng | Speerwurf  | 77,16 m       | 25            | ausgeschieden | ausgeschieden | 25   |

### Radsport

#### Straße
| Athleten      | Wettbewerb    | Zeit | Rang |
| ------------- | ------------- | ---- | ---- |
| Männer        |               |      |      |
| Feng Chun Kai | Straßenrennen | DNF  | –    |

### Reiten

#### Springreiten
| Athleten                              | Wettbewerb | Strafpunkte   | Strafpunkte   | Strafpunkte   | Strafpunkte   | Strafpunkte   | Strafpunkte   | Rang |
| Athleten                              | Wettbewerb | Einzelwertung | Einzelwertung | Einzelwertung | Nationenpreis | Nationenpreis | Nationenpreis | Rang |
| Athleten                              | Wettbewerb | Qualifikation | 1. Umlauf     | Stechen       | Qualifikation | 1. Umlauf     | Stechen       | Rang |
| ------------------------------------- | ---------- | ------------- | ------------- | ------------- | ------------- | ------------- | ------------- | ---- |
| Jasmine Chen mit Benitus di Vallerano | Einzel     | (9)           | ausgeschieden | ausgeschieden | —             | —             | —             | 47   |

### Rudern
| Athleten      | Wettbewerb | Vorlauf     | Vorlauf | Vorlauf       | Hoffnungslauf | Hoffnungslauf | Hoffnungslauf | Viertelfinale | Viertelfinale | Viertelfinale  | Halbfinale  | Halbfinale | Halbfinale    | Finale      | Finale | Rang |
| Athleten      | Wettbewerb | Zeit        | Platz   | Qualifikation | Zeit          | Platz         | Qualifikation | Zeit          | Platz         | Qualifikation  | Zeit        | Platz      | Qualifikation | Zeit        | Platz  | Rang |
| ------------- | ---------- | ----------- | ------- | ------------- | ------------- | ------------- | ------------- | ------------- | ------------- | -------------- | ----------- | ---------- | ------------- | ----------- | ------ | ---- |
| Frauen        |            |             |         |               |               |               |               |               |               |                |             |            |               |             |        |      |
| Huang Yi-ting | Einer      | 8:04,59 min | 4       | Hoffnungslauf | 8:11,56 min   | 2             | Viertelfinale | 8:34,51 min   | 6             | Halbfinale C/D | 7:56,00 min | 5          | Finale D      | 7:52,18 min | 2      | 20   |

### Schießen
| Athleten                    | Wettbewerb        | Qualifikation   | Qualifikation | Finale          | Finale        | Rang |
| Athleten                    | Wettbewerb        | Ringe/ Scheiben | Rang          | Ringe/ Scheiben | Rang          | Rang |
| --------------------------- | ----------------- | --------------- | ------------- | --------------- | ------------- | ---- |
| Frauen                      |                   |                 |               |                 |               |      |
| Lin Ying-shin               | 10 m Luftgewehr   | 623,4           | 26            | ausgeschieden   | ausgeschieden | 26   |
| Tien Chia-chen              | 10 m Luftpistole  | 559             | 42            | ausgeschieden   | ausgeschieden | 42   |
| Wu Chia-ying                | 10 m Luftpistole  | 573             | 14            | ausgeschieden   | ausgeschieden | 14   |
| Tien Chia-chen              | 25 m Sportpistole | 584             | 5             | 10              | 8             | 8    |
| Wu Chia-ying                | 25 m Sportpistole | 584             | 7             | 23              | 5             | 5    |
| Männer                      |                   |                 |               |                 |               |      |
| Lu Shao-chuan               | 10 m Luftgewehr   | 626,3           | 17            | ausgeschieden   | ausgeschieden | 17   |
| Yang Kun-pi                 | Trap              | 121             | 14            | ausgeschieden   | ausgeschieden | 14   |
| Mixed                       |                   |                 |               |                 |               |      |
| Lin Ying-shin Lu Shao-chuan | 10 m Luftgewehr   | 625,4           | 14            | ausgeschieden   | ausgeschieden | 14   |

### Schwimmen
| Athleten        | Wettbewerb          | Vorlauf     | Vorlauf | Halbfinale    | Halbfinale    | Finale        | Finale        | Rang |
| Athleten        | Wettbewerb          | Zeit        | Rang    | Zeit          | Rang          | Zeit          | Rang          | Rang |
| --------------- | ------------------- | ----------- | ------- | ------------- | ------------- | ------------- | ------------- | ---- |
| Frauen          |                     |             |         |               |               |               |               |      |
| Huang Mei-chien | 50 m Freistil       | 25,99 s     | 38      | ausgeschieden | ausgeschieden | ausgeschieden | ausgeschieden | 38   |
| Männer          |                     |             |         |               |               |               |               |      |
| Wang Kuan-hung  | 100 m Schmetterling | 52,44 s     | 35      | ausgeschieden | ausgeschieden | ausgeschieden | ausgeschieden | 35   |
| Wang Kuan-hung  | 200 m Schmetterling | 1:54,44 min | 2       | 1:55,52 min   | 13            | ausgeschieden | ausgeschieden | 13   |
| Wang Hsing-hao  | 200 m Lagen         | 2:00,72 min | 37      | ausgeschieden | ausgeschieden | ausgeschieden | ausgeschieden | 37   |
| Wang Hsing-hao  | 400 m Lagen         | 4:19,06 min | 25      | —             | —             | ausgeschieden | ausgeschieden | 25   |

### Taekwondo
| Athleten     | Wettbewerb       | Achtelfinale | Achtelfinale | Viertelfinale | Viertelfinale | Hoffnungsrunde Halbfinale | Hoffnungsrunde Halbfinale | Halbfinale    | Halbfinale    | Hoffnungsrunde Finale | Hoffnungsrunde Finale | Finale        | Finale        | Rang   |
| Athleten     | Wettbewerb       | Gegner       | Ergebnis     | Gegner        | Ergebnis      | Gegner                    | Ergebnis                  | Gegner        | Ergebnis      | Gegner                | Ergebnis              | Gegner        | Ergebnis      | Rang   |
| ------------ | ---------------- | ------------ | ------------ | ------------- | ------------- | ------------------------- | ------------------------- | ------------- | ------------- | --------------------- | --------------------- | ------------- | ------------- | ------ |
| Frauen       |                  |              |              |               |               |                           |                           |               |               |                       |                       |               |               |        |
| Su Po-ya     | Klasse bis 49 kg | M. Yamada    | 9:10         | ausgeschieden | ausgeschieden | ausgeschieden             | ausgeschieden             | ausgeschieden | ausgeschieden | ausgeschieden         | ausgeschieden         | ausgeschieden | ausgeschieden | 11–16  |
| Lo Chia-ling | Klasse bis 57 kg | A.-r. Lee    | 20:18        | S. Park       | 18:7          | —                         | —                         | A. Zolotic    | 5:28          | T. Ben Yessouf        | 10:6                  | ausgeschieden | ausgeschieden | Bronze |
| Männer       |                  |              |              |               |               |                           |                           |               |               |                       |                       |               |               |        |
| Huang Yu-jen | Klasse bis 68 kg | M. Hosseini  | 15:18        | ausgeschieden | ausgeschieden | ausgeschieden             | ausgeschieden             | ausgeschieden | ausgeschieden | ausgeschieden         | ausgeschieden         | ausgeschieden | ausgeschieden | 11–16  |
| Liu Wei-ting | Klasse bis 80 kg | M. Beigi     | 11:15        | ausgeschieden | ausgeschieden | ausgeschieden             | ausgeschieden             | ausgeschieden | ausgeschieden | ausgeschieden         | ausgeschieden         | ausgeschieden | ausgeschieden | 11–16  |

### Tennis
| Athleten                    | Wettbewerb | 1. Runde                     | 1. Runde         | 2. Runde      | 2. Runde      | Achtelfinale  | Achtelfinale  | Viertelfinale | Viertelfinale | Halbfinale    | Halbfinale    | Finale / Platz 3 | Finale / Platz 3 |
| Athleten                    | Wettbewerb | Gegner                       | Ergebnis         | Gegner        | Ergebnis      | Gegner        | Ergebnis      | Gegner        | Ergebnis      | Gegner        | Ergebnis      | Gegner           | Ergebnis         |
| --------------------------- | ---------- | ---------------------------- | ---------------- | ------------- | ------------- | ------------- | ------------- | ------------- | ------------- | ------------- | ------------- | ---------------- | ---------------- |
| Frauen                      |            |                              |                  |               |               |               |               |               |               |               |               |                  |                  |
| Chan Hao-ching Latisha Chan | Doppel     | M. Niculescu / R. Olaru      | 5:7, 6:1, [6:10] | —             | —             | ausgeschieden | ausgeschieden | ausgeschieden | ausgeschieden | ausgeschieden | ausgeschieden | ausgeschieden    | ausgeschieden    |
| Hsieh Yu-chieh Hsu Chieh-yu | Doppel     | B. Krejčíková / K. Siniaková | 2:6, 1:6         | —             | —             | ausgeschieden | ausgeschieden | ausgeschieden | ausgeschieden | ausgeschieden | ausgeschieden | ausgeschieden    | ausgeschieden    |
| Männer                      |            |                              |                  |               |               |               |               |               |               |               |               |                  |                  |
| Lu Yen-hsun                 | Einzel     | A. Zverev                    | 1:6, 3:6         | ausgeschieden | ausgeschieden | ausgeschieden | ausgeschieden | ausgeschieden | ausgeschieden | ausgeschieden | ausgeschieden | ausgeschieden    | ausgeschieden    |

### Tischtennis
| Athleten                                  | Wettbewerb | 1. Runde | 1. Runde | 2. Runde          | 2. Runde | 3. Runde       | 3. Runde | Achtelfinale               | Achtelfinale  | Viertelfinale           | Viertelfinale | Halbfinale            | Halbfinale    | Finale/Platz 3           | Finale/Platz 3 | Rang   |
| Athleten                                  | Wettbewerb | Gegner   | Erg.     | Gegner            | Erg.     | Gegner         | Erg.     | Gegner                     | Erg.          | Gegner                  | Erg.          | Gegner                | Erg.          | Gegner                   | Erg.           | Rang   |
| ----------------------------------------- | ---------- | -------- | -------- | ----------------- | -------- | -------------- | -------- | -------------------------- | ------------- | ----------------------- | ------------- | --------------------- | ------------- | ------------------------ | -------------- | ------ |
| Frauen                                    |            |          |          |                   |          |                |          |                            |               |                         |               |                       |               |                          |                |        |
| Cheng I-ching                             | Einzel     | —        | —        | —                 | —        | Yu Mengyu      | 0:4      | ausgeschieden              | ausgeschieden | ausgeschieden           | ausgeschieden | ausgeschieden         | ausgeschieden | ausgeschieden            | ausgeschieden  | 17–32  |
| Chen Szu-yu                               | Einzel     | —        | —        | —                 | —        | Lily Zhang     | 4:0      | Sun Yingsha                | 0:4           | ausgeschieden           | ausgeschieden | ausgeschieden         | ausgeschieden | ausgeschieden            | ausgeschieden  | 9–16   |
| Cheng I-ching Chen Szu-yu Cheng Hsien-tzu | Mannschaft | —        | —        | —                 | —        | —              | —        | Vereinigte Staaten         | 3:0           | Japan                   | 0:3           | ausgeschieden         | ausgeschieden | ausgeschieden            | ausgeschieden  | 5–8    |
| Männer                                    |            |          |          |                   |          |                |          |                            |               |                         |               |                       |               |                          |                |        |
| Lin Yun-ju                                | Einzel     | —        | —        | —                 | —        | Anton Källberg | 4:1      | Gustavo Tsuboi             | 4:2           | Darko Jorgić            | 4:0           | Fan Zhendong          | 3:4           | Dimitrij Ovtcharov       | 3:4            | 4      |
| Chuang Chih-Yuan                          | Einzel     | —        | —        | Horacio Cifuentes | 4:3      | Wong Chun Ting | 4:1      | Omar Assar                 | 3:4           | ausgeschieden           | ausgeschieden | ausgeschieden         | ausgeschieden | ausgeschieden            | ausgeschieden  | 9–16   |
| Lin Yun-ju Chuang Chih-Yuan Chen Chien-An | Mannschaft | —        | —        | —                 | —        | —              | —        | Kroatien                   | 3:0           | Deutschland             | 2:3           | ausgeschieden         | ausgeschieden | ausgeschieden            | ausgeschieden  | 5–8    |
| Mixed                                     |            |          |          |                   |          |                |          |                            |               |                         |               |                       |               |                          |                |        |
| Lin Yun-ju Cheng I-ching                  | Doppel     | —        | —        | —                 | —        | —              | —        | Kamal Achanta Manika Batra | 4:0           | Lee Sang-su Jeon Ji-hee | 4:2           | Jun Mizutani Mima Itō | 1:4           | E. Lebesson Yuan Jia Nan | 4:0            | Bronze |

### Turnen

#### Gerätturnen
| Athleten                                               | Wettbewerb           | Qualifikation | Qualifikation | Finale        | Finale        | Rang   |
| Athleten                                               | Wettbewerb           | Punkte        | Rang          | Punkte        | Rang          | Rang   |
| ------------------------------------------------------ | -------------------- | ------------- | ------------- | ------------- | ------------- | ------ |
| Frauen                                                 |                      |               |               |               |               |        |
| Ting Hua-tien                                          | Schwebebalken        | 12,566        | 50            | ausgeschieden | ausgeschieden | 50     |
| Ting Hua-tien                                          | Stufenbarren         | 12,233        | 63            | ausgeschieden | ausgeschieden | 63     |
| Männer                                                 |                      |               |               |               |               |        |
| Hung Yuan-hsi                                          | Barren               | 11,500        | 69            | ausgeschieden | ausgeschieden | 69     |
| Lee Chih-kai                                           | Barren               | 14,233        | 39            | ausgeschieden | ausgeschieden | 39     |
| Shiao Yu-jan                                           | Barren               | 12,100        | 65            | ausgeschieden | ausgeschieden | 65     |
| Tang Chia-hung                                         | Barren               | 13,966        | 47            | ausgeschieden | ausgeschieden | 47     |
| Hung Yuan-hsi                                          | Boden                | 13,233        | 52            | ausgeschieden | ausgeschieden | 52     |
| Lee Chih-kai                                           | Boden                | 14,200        | 21            | ausgeschieden | ausgeschieden | 21     |
| Shiao Yu-jan                                           | Boden                | 13,833        | 31            | ausgeschieden | ausgeschieden | 31     |
| Tang Chia-hung                                         | Boden                | 14,333        | 16            | ausgeschieden | ausgeschieden | 16     |
| Hung Yuan-hsi                                          | Pauschenpferd        | 10,766        | 73            | ausgeschieden | ausgeschieden | 73     |
| Lee Chih-kai                                           | Pauschenpferd        | 15,266        | 1             | 15,400        | 2             | Silber |
| Shiao Yu-jan                                           | Pauschenpferd        | 12,900        | 51            | ausgeschieden | ausgeschieden | 51     |
| Tang Chia-hung                                         | Pauschenpferd        | 13,000        | 45            | ausgeschieden | ausgeschieden | 45     |
| Hung Yuan-hsi                                          | Reck                 | 13,000        | 50            | ausgeschieden | ausgeschieden | 50     |
| Lee Chih-kai                                           | Reck                 | 13,100        | 46            | ausgeschieden | ausgeschieden | 46     |
| Shiao Yu-jan                                           | Reck                 | 11,800        | 65            | ausgeschieden | ausgeschieden | 65     |
| Tang Chia-hung                                         | Reck                 | 13,400        | 33            | ausgeschieden | ausgeschieden | 33     |
| Hung Yuan-hsi                                          | Ringe                | 12,633        | 63            | ausgeschieden | ausgeschieden | 63     |
| Lee Chih-kai                                           | Ringe                | 13,033        | 57            | ausgeschieden | ausgeschieden | 57     |
| Shiao Yu-jan                                           | Ringe                | 12,833        | 59            | ausgeschieden | ausgeschieden | 59     |
| Tang Chia-hung                                         | Ringe                | 13,833        | 28            | ausgeschieden | ausgeschieden | 28     |
| Hung Yuan-hsi                                          | Sprung               | 12,966        | –             | ausgeschieden | ausgeschieden | –      |
| Lee Chih-kai                                           | Sprung               | 14,500        | –             | ausgeschieden | ausgeschieden | –      |
| Shiao Yu-jan                                           | Sprung               | 14,333        | –             | ausgeschieden | ausgeschieden | –      |
| Tang Chia-hung                                         | Sprung               | 14,400        | –             | ausgeschieden | ausgeschieden | –      |
| Hung Yuan-hsi                                          | Mehrkampf Einzel     | 74,098        | 60            | ausgeschieden | ausgeschieden | 60     |
| Lee Chih-kai                                           | Mehrkampf Einzel     | 84,332        | 17            | 80,699        | 21            | 21     |
| Shiao Yu-jan                                           | Mehrkampf Einzel     | 77,799        | 54            | ausgeschieden | ausgeschieden | 54     |
| Tang Chia-hung                                         | Mehrkampf Einzel     | 82,932        | 22            | 84,798        | 7             | 7      |
| Hung Yuan-hsi Lee Chih-kai Shiao Yu-jan Tang Chia-hung | Mehrkampf Mannschaft | 246,263       | 10            | ausgeschieden | ausgeschieden | 10     |